# Roman Bartuzi
Roman Bartuzi (ur. 22 lutego 1970 w Gorzowie Wielkopolskim) – polski siatkarz, reprezentant Polski.

## Kariera sportowa

### Kariera klubowa
W 1981 rozpoczął treningi siatkarskie w Zniczu Gorzów Wlkp. Od 1985 był zawodnikiem Stilonu Gorzów Wlkp. Ze Stilonem wywalczył w 1987 awans do ekstraklasy, ale jego drużyna zajęła w sezonie 1987/1988 ostatnie, dziesiąte miejsce i spadła z ligi. Kolejny awans do ekstraklasy zdobył w 1993, w gorzowskiej drużynie występował do 1995. W sezonie 1995/1996 reprezentował barwy Morza Szczecin, od 1996 ponownie występował w Stilonie, grającym wówczas w serii "B" I ligi. W 1997 wywalczył ze swoim zespołem Puchar Polski i kolejny awans do ekstraklasy. Od 1998 grał w niemieckiej drużynie Moerser SC, w sezonie 2000/2001 ponownie w polskiej ekstraklasie, w barwach Stali Nysa, od 2001 w GTPS Gorzów Wielkopolski, w tym w sezonie 2002/2003 w ekstraklasie. Łącznie w rozgrywkach I i II ligi wystąpił w gorzowskim klubie w 322 spotkaniach, co jest rekordem tej drużyny. W latach 2004–2010 reprezentował barwy II-ligowej Olimpii Sulęcin. W 2010 zakończył oficjalnie karierę, ale występował jeszcze w reprezentacji Polski strażaków (od 2005 jest zawodowym strażakiem) oraz jako grający trener III-ligowego Sokoła Drezdenko.

### Kariera reprezentacyjna
Z reprezentacją Polski juniorów wystąpił na mistrzostwach Europy w 1988 (czwarte miejsce) i mistrzostwach świata w 1989 (siódme miejsce). W reprezentacji Polski seniorów debiutował 3 kwietnia 1990 w towarzyskim spotkaniu ze Szwajcarią. Wystąpił m.in. na mistrzostwach Europy w 1991 i 1993 (w obu startach siódme miejsce). Ostatni raz w biało-czerwonych barwach zagrał 30 grudnia 1997 w meczu eliminacji mistrzostw Europy z Grecją. W reprezentacji Polski seniorów wystąpił w 138 spotkaniach, w tym 126 oficjalnych.

### Praca zawodowa
Jest funkcjonariuszem Państwowej Straży Pożarnej.